# Roland Sprague
Roland Sprague (Unterliederbach (Frankfurt am Main), 11 de julho de 1894 — 1 de agosto de 1967) foi um matemático alemão.
Neto dos matemáticos Hermann Amandus Schwarz e Thomas Bond Sprague, bisneto de Ernst Kummer e trineto de Nathan Mendelssohn.
Após o Abitur em 1912 no Goethe-Gymnasium em Berlin-Wilmersdorf, Sprague estudou de 1912 a 1919 em Berlim e Göttingen, interrompendo os estudos devido ao serviço militar entre 1915 e 1918. Em 1921 fez o Staatsexamen para lecionar matemática, química e física. A partir de 1922 foi perito judicial no Paulsen-Gymnasium em Berlin-Steglitz, a partir de 1924 no Schiller-Gymnasium em Berlin-Charlottenburg.
Em 1950 obteve o doutorado na Universidade Livre de Berlim, com a tese Über die eindeutige Bestimmbarkeit der Elemente einer endlichen Menge durch zweifache Einteilung, orientado por Alexander Dinghas. Em 1953 tornou-se Oberstudienrat e em 1955 professor na Pädagogische Hochschule Berlin, onde desde 1949 atuava como docente.
Sprague é conhecido por suas contribuições à matemática recreativa e pelo teorema de Sprague-Grundy, que Sprague publicou em 1935 e Patrick Michael Grundy independentemente desenvolveu em 1940.

## Obras
- Über mathematische Kampfspiele, Tôhoku Mathematical Journal, Band 41 (1935), S. 438-444 (Online-Version).
- Über zwei Abarten von Nim, Tôhoku Mathematical Journal, Band 43 (1937), S. 451-454 (Online-Version).
- Unterhaltsame Mathematik : Neue Probleme, überraschende Lösungen, 2. Auflage, 1969.